# Barco de plátano

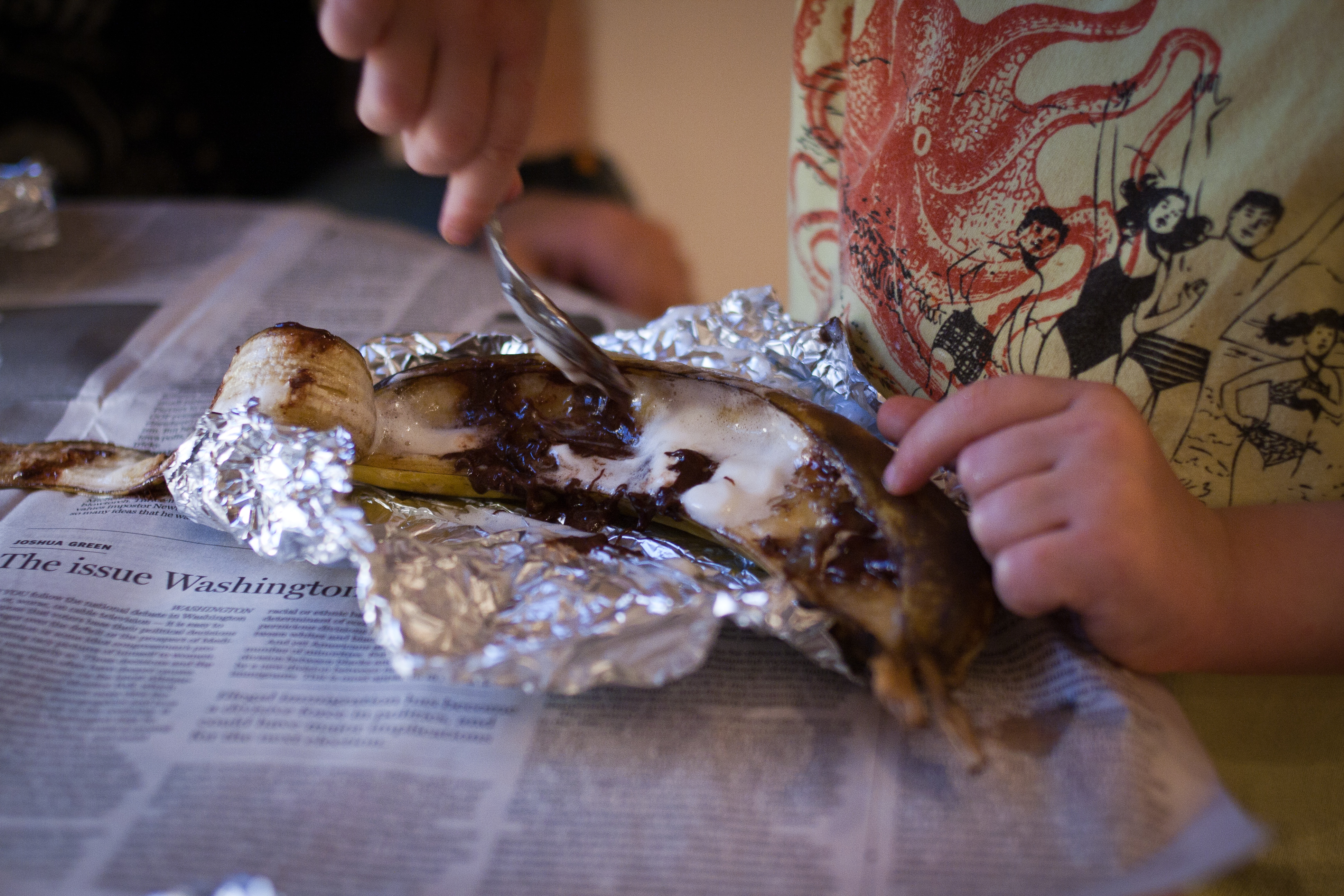
Ejemplo de un 'Banana Boat"

Un barco de plátano (Banana Boat, en inglés) es un plato tradicional a la hoguera que consiste en cortar un plátano a lo largo y rellenarlo con malvaviscos y chocolate, luego se envuelve en papel de aluminio y se cocina en el resto de las brasas de una fogata. A veces al barco de plátano se le coloca una salsa de caramelo antes de cocinar.